# Sceptobius schmitti
Sceptobius schmitti är en skalbaggsart som först beskrevs av Erich Wasmann 1901.  Sceptobius schmitti ingår i släktet Sceptobius och familjen kortvingar. Inga underarter finns listade i Catalogue of Life.